# Polyscytalum fuegianum
Polyscytalum fuegianum är en svampart som först beskrevs av Speg., och fick sitt nu gällande namn av Gamundí, Aramb. & Giaiotti 1977. Polyscytalum fuegianum ingår i släktet Polyscytalum, divisionen sporsäcksvampar och riket svampar.   Inga underarter finns listade i Catalogue of Life.